# Moritz Hartmann (Publizist)

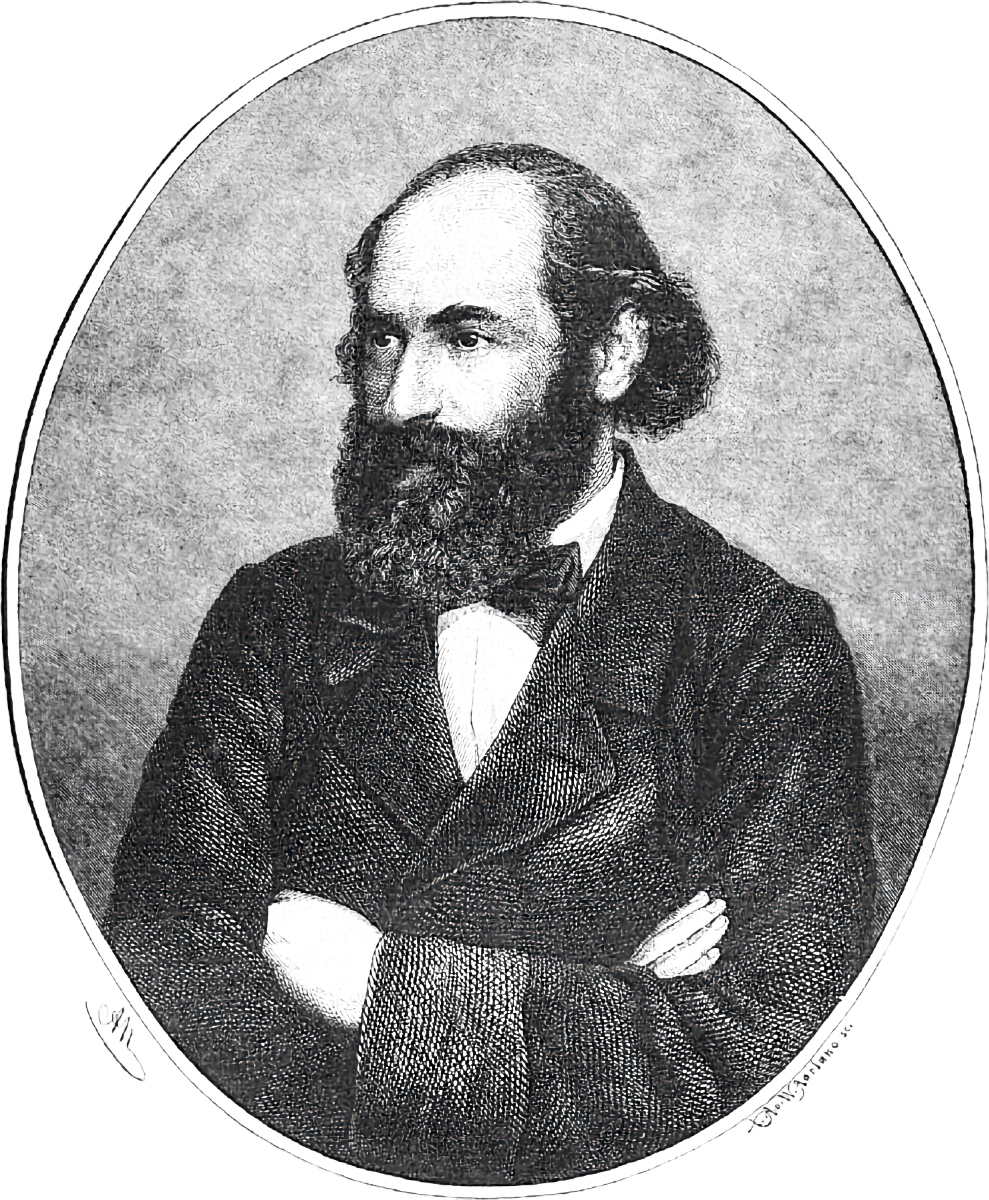
Moritz Hartmann, Holzschnitt nach Adolf Neumann (Die Gartenlaube, 1859)

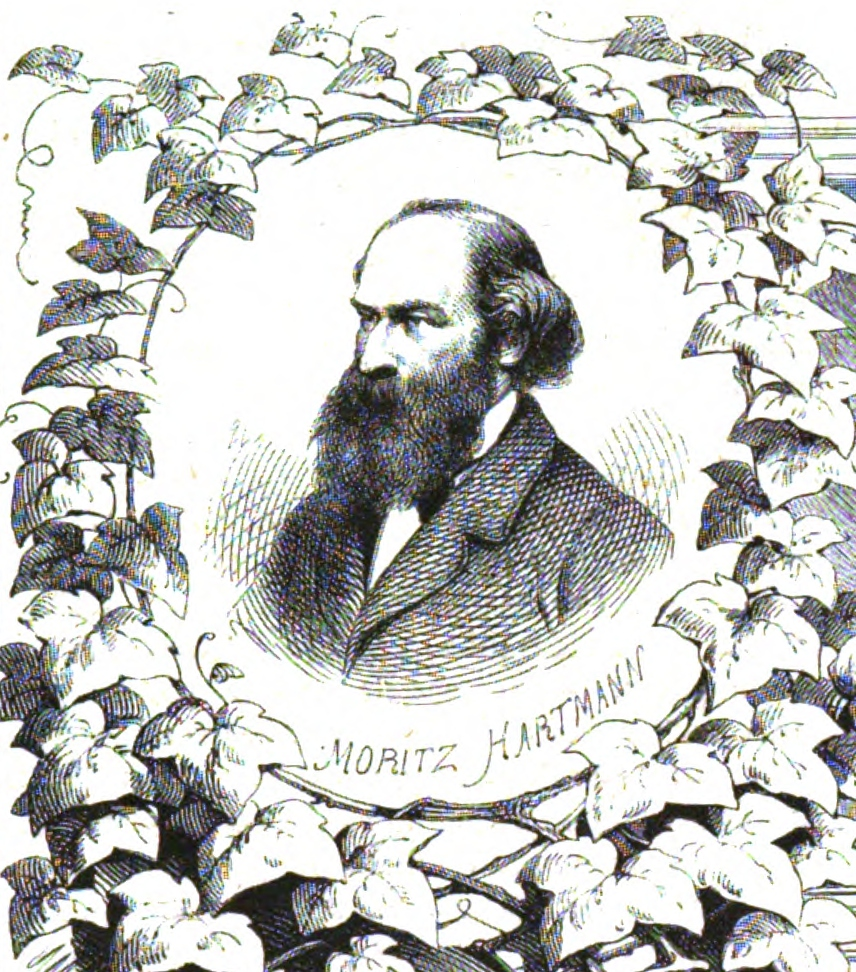
Moritz Hartmann, Grafik aus der Zeitschrift „Freya“, 1865.

Moritz Hartmann (* 15. Oktober 1821 in Duschnik, Böhmen; † 13. Mai 1872 in Oberdöbling) war ein österreichischer Journalist, Schriftsteller und Politiker.

## Herkunft und Ausbildung
Hartmanns Vater war ein jüdischer Hammerwerkbesitzer und seine Mutter die Tochter des Kreisrabbiners von Jungbunzlau. Nach dem Gymnasium in Prag besuchte er das antisemitisch geprägte Piaristengymnasium in Jungbunzlau, was er nur durch den Beistand seines orthodoxen aber undogmatischen Großvaters ertrug, den er sehr verehrte. Hier gehörte Leopold Kompert zu seinen Mitschülern. Im Alter von 17 Jahren wendete er sich vom Judentum ab und war ohne Konfession, laut anderen Quellen konvertierte er zum Katholizismus. Dem Willen der Eltern folgend begann er an der Karls-Universität Prag das Studium der Medizin, nach anderer Quelle der Philosophie und Literatur. Während dieser Zeit freundete er sich mit Alfred Meißner und mit seinem späteren Schwager Siegfried Kapper an und veröffentlichte erste schriftstellerische Publikationen in „Ost und West“. Doch bereits zwei Jahre später ging er 1840 nach Wien, um sich hier ganz der Literatur und der Schriftstellerei zu widmen. Seinen Unterhalt verdiente er als Erzieher und Hofmeister.

## Wirken
Hartmann wurde Dichter aus der Überzeugung heraus, eine Wirkung zu erzielen. Er war radikaler und überzeugter Demokrat, der nicht nur das Ende der Monarchie herbeisehnte, sondern auch ein einheitliches Deutschland auf revolutionärem Weg schaffen wollte. Sein literarisches Wirken umfasst Gedichte, Romane, Satiren sowie Novellen. Er gilt als der Chronist der Wiener Revolution von 1848.
1844 ging er für einige Jahre nach Deutschland und war vermutlich in Leipzig, Paris und Berlin. Im Jahr 1845 veröffentlichte er in Leipzig seinen ersten Gedichtband „Kelch und Schwert“, der den österreichischen Zensurbestimmungen zum Opfer fiel, da darin das Hussitentum glorifiziert wurde. Sein zweites Werk „Neuere Gedichte“ erschien 1846 ebenfalls in Leipzig. Auf der Flucht vor der polizeilichen Verfolgung kam er nach Brüssel und Paris, wo er auf Heinrich Heine traf, mit dem ihn eine tiefe Freundschaft verbinden sollte.
Seine liberalen, vormärzlichen Dichtungen und die damit verbundene polizeiliche Verfolgung machten ihn in der Öffentlichkeit bekannt, und als er 1847 nach Böhmen zurückkehrte, wurde er als Abgeordneter des Distriktes Leitmeritz in die Frankfurter Nationalversammlung gewählt. Als einer der radikalsten Vertreter der demokratischen Linken schloss er sich gemeinsam mit Robert Blum und Julius Fröbel dem Wiener Oktoberaufstand 1848 an. Auf kaiserlichen Befehl wurde der konstituierende Reichstag in Wien am 22. Oktober geschlossen und nach Kremsier verlegt. Am 26. Oktober befahl Alfred I. zu Windisch-Graetz die Beschießung Wiens. Der polnische General Josef Bem führte die Verteidiger an. Windisch-Graetz schlug den Aufstand blutig nieder. Mehr als 4000 Tote und 2400 Verhaftungen waren die Folge, 500 wurden verurteilt, davon 25 zum Tode. Während Robert Blum hingerichtet und Julius Fröbel verhaftet wurde, gelang Moritz Hartmann in letzter Sekunde die Flucht aus Wien. Mit dem Frankfurter „Rumpfparlament“ ging er nach Stuttgart und blieb bis zur Auflösung Abgeordneter. Nach der Teilnahme an der Badischen Revolution musste er endgültig aus Deutschland fliehen. Es folgten Jahre der Wanderschaft, die ihn in die Schweiz, nach England und Frankreich führten. Von Paris aus unternahm er Reisen nach England, Holland, Belgien und Italien. Er lebte von Beiträgen für Zeitungen und Zeitschriften, so berichtete er für die Kölnische Zeitung als Korrespondent vom Krimkrieg (1854–1855) in der Türkei. Vom Kriegsschauplatz kehrte er mit einer Beinverletzung zurück und war längere Zeit ans Bett gefesselt. Er wurde Anziehungspunkt für viele prominente Intellektuelle und Flüchtlinge. 1860 erhielt er das Angebot – obgleich er kein einschlägiges Studium abgeschlossen hatte – an der Genfer Akademie Vorlesungen über die deutsche Literaturgeschichte zu halten.
Am 14. Juni 1860 heiratete er (auf Wunsch der Schwiegermutter auch protestantisch) in Le Petit-Saconnex Bertha Roediger (1839–1916), Tochter des Achilles Roediger, ehem. Lektor und Kantor der Wallonisch-Niederländische Kirche und Inhaber der „Roediger’sche Privat-Unterrichts und Erziehungsanstalt“ in Hanau. Roediger trat ein für religiöse Toleranz, er engagierte sich für Benachteiligte und Verfolgte und für die Badische Revolution von 1848/49. Als Folge wurde er aus dem Kirchendienst entlassen und verlor die Berechtigung zur Führung seiner Privatschule. Die Familie Roediger musste 1852 nach Genf ins Exil gehen, wo sie in der Campagne La Châtelaine erneut ein Pensionat eröffnete. Das Ehepaar Hartmann hatte die Söhne Heinrich (1861–1865) und Ludo Moritz.
Hartmann wurde 1863 Redakteur in Stuttgart, wo er ab 1867 die Redaktion der Zeitschrift Freya leitete. Nach der Amnestie 1867 wurde er Feuilleton-Redakteur der Neuen Freien Presse und Burgtheaterreferent in Wien. Ab 1870 litt Hartmann an einer schweren Nierenerkrankung und war zunehmend ans Bett gefesselt. Sein Sohn Ludo Moritz hatte daher bis zu seinem siebenten Lebensjahr intensiven Kontakt zu seinem Vater sowie zu den zahlreichen Besuchern und Gästen. Im Hause Hartmann verkehrten Bankiers, Literaten, Wissenschaftler, Ärzte, Künstler und Universitätsprofessoren, unter ihnen der reichsdeutsche Politiker und Abgeordnete Ludwig Bamberger, der Chirurg Theodor Billroth, der Philosophiehistoriker Theodor Gomperz, der Rechtshistoriker Adolf Exner sowie der Historiker Heinrich Friedjung.
Zu den wichtigsten Werken Hartmanns gehörten die Gedichtbände Kelch und Schwert (1845) und Neuere Gedichte (1846), die Novellen Erzählungen eines Unstäten (1858) und Nach der Natur (1866) sowie die Romane Der Krieg um den Wald (1850) und Die Diamanten der Baronin (1868). Die Revolutionssatire Reimchronik des Pfaffen Maurizius (1849) zählte zu seinen größten Erfolgen und brachte ihm schnellen Ruhm. Darin geißelte er die österreichische Reaktion und verarbeitete die Unzufriedenheit mit der Frankfurter Nationalversammlung und den aufkeimenden ungarischen Freiheitskampf.
Hartmanns Leben und seine zum größten Teil politische Dichtung bezeugen Werte wie Prinzipientreue, Mut, Gewissenhaftigkeit, ein humanitärer Freiheitsgedanke sowie der Glaube an den historischen Fortschritt. Hartmann steht für den Kampf gegen Unterdrückung, auf staatlicher Seite durch den Absolutismus und den Polizeistaat Metternichs, welcher mit den Mitteln der Zensur vor allem die Schriftsteller und Dichter zu Verfolgten machte und auf kirchlicher Seite durch die katholische Amtskirche. Durch seine Eheschließung mit Bertha Roediger, deren Familie ebenso bürgerlich-liberaler Gesinnung war (Friedrich Siegmund Jucho), blieb er seiner Vergangenheit als Achtundvierziger treu. Zu seinen Freunden zählten unter anderen Leopold Kompert, Josephine von Wertheimstein und ihre Schwester Mina Gomperz, Familie Josef Breuer, Maximilian Schlesinger, der schwäbische Demokrat Karl Mayer, der Astronom Adolphe Hirsch aus Neuchâtel, sein früherer Genosse aus der Paulskirche und spätere Minister Johann Nepomuk Berger und vor allem Ludwig Pfau, mit dem er in Paris zeitweise unter einem Dach lebte und ausgedehnte Reisen in Frankreich unternahm, unter anderem in die Bretagne. 
Gemeinsam mit Pfau entdeckte er dort den Reiz der überlieferten bretonischen Lieder- und Gedichtsammlung und publizierte sie gemeinsam mit Pfau in einem bibliophil ausgestatteten Band erstmals deutsch. Nach den Erinnerungen von Ludwig Bamberger machte Hartmann seinen Freund Pfau auch zuerst auf den Roman Mon oncle Benjamin von Claude Tillier aufmerksam, den dieser darauf mit großem Erfolg ins Deutsche übersetzte und auf diese Weise den damals in Frankreich bereits vergessenen Tillier auch dort wieder bekannt machte.
Nach dem Tod Moritz Hartmanns sorgte die 33-jährige Witwe allein für die Erziehung des Sohnes, auf Wunsch des Verstorbenen unterstützt von zwei Mitvormündern, Ludwig Bamberger und dem Wiener Bankier Leopold von Lieben.

## Werke (Auswahl)

### Lyrik
- Kelch und Schwert. Dichtungen. Weber, Leipzig 1845.
- Neuere Gedichte. Wigand, Breitkopf & Härtel, Leipzig 1847.
- Zeitlosen. Gedichte. Vieweg, Braunschweig 1858.

### Romane, Erzählungen, Novellen
- Der Krieg um den Wald. Eine Historie. Roman. Literarische Anstalt, Frankfurt am Main 1850.
- Schatten. Poetische Erzählungen. Leske, Darmstadt 1851.
- Erzählungen eines Unsteten. 2 Bände. Duncker, Berlin 1858.
- Nach der Natur. Novellen.3 Bände. Ebner, Stuttgart 1866.
- Die letzten Tage eines Königs. Historische Novelle. Hallberger, Stuttgart 1866.
- Die Diamanten der Baronin. Roman. 2 Bände. Lesser, Berlin 1868.
- Das Schloß im Gebirge. In: Deutscher Novellenschatz. Hrsg. von Paul Heyse und Hermann Kurz. Bd. 11. 2. Aufl. Berlin, [1910], S. [221]–262. In: Weitin, Thomas (Hrsg.): Volldigitalisiertes Korpus. Der Deutsche Novellenschatz. Darmstadt/Konstanz, 2016 (Digitalisat und Volltext im Deutschen Textarchiv)

### Satiren
- Reimchronik des Pfaffen Maurizius, Frankfurt am Main 1849 (Digitalisat)

### Reiseberichte
- Tagebuch aus Languedoc und Provence. 2 Bände. Leske, Darmstadt 1853.

### Bühnenstücke
- Gleich und Gleich. Dramatisches Sprichwort in zwei Akten. 1865.

### Werkausgaben
- Moritz Hartmann’s Gesammelte Werke, hrsg. von Ludwig Bamberger und Wilhelm Vollmer, 10 Bde., Stuttgart: Cotta 1873–1874
- Moritz Hartmanns Gesammelte Werke, hrsg. von Otto Wittner, Prag 1906–1907
  - Band 1: Moritz Hartmanns Leben und Werke, erster Teil, Der Vormärz und die Revolution, Prag 1906 (Digitalisat)
  - Band 2: Moritz Hartmanns Leben und Werke, zweiter Teil, Exil und Heimkehr, Prag 1907 (Digitalisat)

## Briefe
- Briefwechsel Clara Schumanns mit Maria und Richard Fellinger, Anna Franz geb. Wittgenstein, Max Kalbeck und anderen Korrespondenten in Österreich, hrsg. von Klaus Martin Kopitz, Anselm Eber und Thomas Synofzik (= Schumann-Briefedition, Serie II, Band 4), Köln 2020, S. 529–553